# 地球戦士フリルマン
地球戦士フリルマン（ちきゅうせんしフリルマン）は、日本テレビ系列のバラエティ番組『全員出席!笑うんだってば』内で放映されたヒーロー物のコントおよび主役の超人、そしてそのための主題歌として作られたデーモン小暮のソロ楽曲。

## 概要
本作は『全員出席！笑うんだってば』の前半のコントであり、客席のあるステージで行われるアトラクション的な展開である。客席全員でフリルマンを呼ぶためにフリルのついた円盤を回転させるという同じように公開収録で行われていたヒーロー番組『突撃! ヒューマン!!』のパロディがある。

## 登場人物
松本クン / フリルマン
- 演：松本人志
- 主人公。ミーヤのハナガラパワーによってフリルマンに変身する力を与えられた。

### ハナガラ星人
ヨシコ姫
- 演：清水よし子

ミーヤ
- 演：竹内都子
- ヨシコ姫の付き人。超能力が使える。観客に対して挨拶をしたり、フリルマンへの変身に協力するよう呼びかける役回り。

### サルマタ星人
シナビッチ将軍
- 演：浜田雅功
- サルマタ星人のボス。

幹部トリオ
- 演：SET隊

ミニスカ軍団
- 女性戦闘員
- 演：ジャパンアクションクラブ

### 地球防衛軍・科学と学習特捜隊
モロボシ隊長
- 演：森次晃嗣
- 地球防衛の任を受けサルマタ星人と戦う。元ウルトラ警備隊隊員→MAC隊長のモロボシ・ダン（＝ウルトラセブン）と同一人物らしい。

隊員
- 演：B21スペシャル

### 淳ちゃんラーメン
店主
- 演：稲川淳二

和美ちゃん
- 演：原田和美
- 店主の娘。

## テーマソング
本コーナーのために製作された主題歌。後にフジテレビの深夜番組『北野ファンクラブ』の1コーナー「びっくり仮面」のテーマ曲として流用された。
B.D.9年(1990年)に発布されたデーモン閣下のソロアルバム「好色萬声男」に収録。

## 放映リスト
| 放送日 | 話数 | サブタイトル                 | 登場怪獣                       |
| ------ | ---- | ---------------------------- | ------------------------------ |
|        | 1    | フリルマン誕生               | 断水怪獣ダンスイモグラ         |
|        | 2    | シビレ座布団は酢クラゲの香り | しびれ怪獣びっくらげビリビリ   |
|        | 3    | 親子の絆                     | ツバメ巣づくり怪獣カンキデキン |
|        | 4    | タバコの灰が目にしみるぜ!!   | 灰皿怪獣ハイハイとぶぞーくん   |
|        | 5    | デゴイチの煙が目にしみる     | ?                              |
|        | 6    | 心の鍵を閉ざしちゃいや～ん   | カギ量産怪獣カギ道楽           |